# جبرگرایی رسانه‌ای
جبرگرایی رسانه‌ای یا جبرگرائی فناورانه یعنی اعتقاد به اینکه سرشت رسانه همه چیز را تعیین می‌کند و بقیه عوامل مثل محتوا، سازمان و نفرات در کار رسانه‌ای اهمیتی جدی ندارند. جبرگرایی رسانه‌ای اتهامی است که به اینیس و مخصوصاً مک لوهان وارد می‌شود. با این حال، به دلیل بار منفی این اصطلاح، معمولاً دانشمندان علوم ارتباطات حتی اگر قائل به اهمیت قطعی سرشت رسانه در تعیین چگونگی ارائه واقعیت توسط آن باشند، حاضر نیستند که خود را جبرگرای رسانه‌ای بنامند.